# 뜨거운 겨울
"뜨거운 겨울"은 한국에서 제작된 고응호 감독의 1986년 영화이다. 이대근 등이 주연으로 출연하였고 박종구 등이 제작에 참여하였다.

## 출연

### 주연
- 이대근
- 임옥경
- 신우철
- 심상천

## 기타
- 조명: 김진도
- 녹음: 유창국